# Dolmayrac (Le Passage)
Pour les articles homonymes, voir Dolmayrac.
Dolmayrac est une localité de la commune française du Passage d’Agen, dans le département de Lot-et-Garonne. Elle s’est étendue autour de l’ancien hameau de Dolmayrac.

## Commune de Dolmayrac
Dolmayrac est une ancienne commune de l’Agenais. 
Elle faisait partie en 1793 des huit municipalités de l’ancien canton d’Agen.
En 1801, Dolmayrac devient un hameau d’une nouvelle commune baptisée Le Passage. Son histoire s’inscrit dès lors dans celle de la nouvelle structure.

## Église Saint-Urbain de Dolmayrac
L’église Saint-Urbain de Dolmayrac est édifiée dans le VIIIe ou IXe siècle sur l’emplacement d’un site antique. Elle dépendait au Moyen Âge de l’abbaye Saint-Géraud d’Aurillac. On y retrouva au XIXe siècle des sarcophages datant du haut Moyen Âge. 
Cet édifice à été construit sur des vestiges gallo-romains, lors de fouilles vers 1860 on trouva une excavation profonde et d’une assez grande longueur s’étend au-dessous de l’église, à qui sans doute devait servir de crypte. Elle recélait un autel que les vieillards des années 1860 se souviennent d’avoir vu. 
L’église Saint-Urbain fut restaurée vers 1880 par l’architecte T. Teulère.
Le clocher sur la façade de l’église est composée de deux cloches, une de 500 kg et une autre plus légère de 200 kg.

## Fête de Dolmayrac
Une fête est organisée tous les ans à Dolmayrac, depuis 1985, début septembre.